# Felix (film)
Felix är en norsk stumfilm (drama) från 1921, regisserad av Rasmus Breistein. I huvudrollerna som Signe och Felix ses Aagot Børseth och Julian Strøm.

## Handling
Samtidigt som höststormarna piskar in över Fagerøy dör prästfrun Else Margrete och hennes barn i barnsäng. I ovädret förliser också ett skepp utanför ön och den ende överlevande är en tre månader gammal pojke. Lotsen Abraham för barnet till prästgården och den unge prästen tar det som en gåva från himlen för det barn han har mist. Pojken döps till Felix och växer upp tillsammans med prästens dotter Signe. Lotsens son Thorleif är deras bästa lekkamrat.
Åren går och barnen konfirmeras. Signe har blivit en skönhet och Thorleif är förälskad i henne. Även Felix har känslor för henne, men lever innesluten i en drömvärld där Signe är hans prinsessa. När Signe svarar Thorleif att hon också är förtjust i honom drar Felix till sjöss för att glömma henne. I Antwerpen blir han allvarligt sjuk och ligger för döden. Han ber sjömansprästen skriva ett avskedsbrev till Signe. Felix repar sig dock och reser hem.
I farvattnet utanför Fagerøy överraskas en ångbåt av en storm. Ombord på båten finns Thorleif. Felix och lotsen Abraham går ut med lotsbåten för att försöka rädda båten, men den förliser. Felix kastar sig ner i vattnet för att rädda Thorleif och håller honom uppe medan Abraham tar dem ombord i lotsbåten. Felix avlider dock av ansträngningen, medan Thorleif förs hem och förenas med Signe.

## Rollista
- Aagot Børseth – Signe, prästens dotter
- Julian Strøm – Felix
- Edvard Drabløs – Abraham, lotsen
- Marie Flagstad – tant Malla
- Nils Hald – Thorleif, lotsens son
- Aasta Nielsen – Zazako, Felix syster
- Eugen Skjønberg – doktorn
- Henny Skjønberg – tjänsteflicka
- Guri Stormoen – prästfrun
- Lars Tvinde – Carl, Jensenius, prästen

## Om filmen
Felix var Rasmus Breisteins tredje filmregi efter Tattar-Anna (1920) och Jomfru Trofast (1921). Breinstein var missnöjd med Felix och upplevde den som en uppdragsfilm. Han har uttryckt att han ville att den skulle "glömmas" och tog inte med den när han listade sin filmografi.
Filmen producerades och distribuerades av Kommunenes filmcentral. Den bygger på Gustav Aagaards berättelse Keiser Felix (1904) som omarbetades till filmmanus av Gunnar Nilsen-Vig. Nilsen-Vig var också fotograf och klippare. Scenograf var Egil Sætren. Den spelades in på Mærdø utanför Arendal.
Filmen premiärvisades den 21 december 1921 i Norge. Filmen fanns under många år inte att tillgå eftersom negativen gått förlorade. År 2011 satte Nasjonalbiblioteket ingång ett restaureringsarbete där man utifrån duplikatpositiv som var i ordning rekonstruerade filmen. Man lade även till mellantexter för att göra handlingen begriplig och färglade filmen.